# 파울 아우구스틴 마이어

파울 아우구스틴 마이어(독일어: Paul Augustin Mayer, 1911년 3월 23일 - 2010년 4월 30일)는 독일 가톨릭교회의 추기경이다.
파울 마이어는 1911년 독일 남부 알퇴팅에서 태어났다. 그는 베네딕토회에 소속된 메튼 수도원에 입회하여 1931년 수사로 서원하였다. 그는 잘츠부르크 대학교와 로마 성 안셀모 대학교에서 공부하였다.
1935년 8월 25일 사제품을 받았다. 수도사제가 된 마이어는 1937년부터 1939년까지 메튼 수도원에서 뛰어난 능력을 보여주었다. 그리하여 성 안셀모 대학교로 교수로 초빙되어 1949년부터 1966년까지 재직하였다. 1957년에서 1959년까지 스위스 신학교들의 교황대리로 봉사하였다. 1960년부터 1962년까지는 제2차 바티칸 공의회 준비 위원회 의장직을 맡았다. 1966년 11월 3일 메튼 수도원의 아빠스로 선출되었다. 그의 성성과 착좌식은 레겐스부르크의 교구장 루돌프 그라베르 주교가 주재하였다.

## 주교품
1972년 1월 6일 마이어는 교황 바오로 6세에 의해 사트리아눔의 명의 대주교로 임명되었으며, 그해 1월 13일 바오로 교황 주재로 주교로 성성되었다. 1984년 4월 8일 교황 요한 바오로 2세에 의해 교황청 경신성사성 장관으로 내정되었다.

## 추기경
1985년 5월 25일 마이어는 산탄셀모 알 아벤티노 성당의 부제급 추기경에 서임되었다. 이틀 후에는 경신성사성 장관으로 공식적인 업무를 시작하였다. 1988년 7월 1일 마이어 추기경은 경신성사성 장관직을 사임하였다. 그리고 다음날 마이어 추기경은 교황청 비오 10세 형제회원 재일치 위원회의 초대 의장으로 임명되었다. 비오 10세 형제회원 재일치 위원회는 말 그대로 현재 성좌에서 분리된 전통주의자 단체인 성 비오 10세회를 다시 가톨릭교회로 재일치시키는 역할을 맡고 있는 교황청 조직이다. 1991년 마이어 추기경은 81세가 되자 교황 선거에 참여할 수 있는 자격을 자동으로 상실하였으며, 1991년 7월 1일 비오 10세 형제회원 재일치 위원회 의장직을 사임하였다.
마이어 추기경은 2007년부터 2010년에 선종할 때까지 추기경들 가운데 가장 고령이었다. 그는 2010년 4월 30일 로마에서 선종하였다. 향년 100세.